# Depresiunea Giurgeu
Depresiunea Giurgeului (în maghiară Gyergyói-medence) este o depresiune intracarpatică, axată pe Mureșul Superior, între Munții Gurghiului (vest) și Munții Giurgeului (est).

## Așezare
Este învecinată cu depresiunile și văile: Depresiunea Ciucului prin Pasul Sândominic (891 m), Valea Bicazului prin Pasul Pângărați (1256 m), Valea Putnei spre Tulgheș prin Pasul Țengheler (1025 m), Depresiunea Borsec prin Pasul Creanga (1102 m), Valea Târnavei Mari prin Pasul Liban (1000 m) și Valea Târnavei Mici prin Pasul Bucin (1273 m). Prin Defileul Deda - Toplița comunică cu Depresiunea Vălenii de Mureș spre Podișul Transilvaniei.

## Geomorfologie
Are un fundament de șisturi cristaline peste care stau depozite de pietrișuri, nisipuri și chiar marne. Depresiunea a evoluat în direcția punerii în evidență a trei trepte de relief: piemonturi laterale, lunca și terasele.  

## Istoric
Numeroase probe arheologice dovedesc că bazinul Giurgeului a fost locuit încă din timpuri străvechi. Despre secuii din Giurgeu și Ciuc găsim mențiuni încă din 1285, când au luptat împotriva tătarilor în Munții Tarcăului.
Prima mențiune documentară despre existența așezărilor din bazinul Giurgeului o avem din anii 1332-1334, cu ocazia conscrierii dijmei papale. Documentele amintite din acești ani se referă la trei localități sub numele de Gheorgheni, Joseni și Lăzarea.

## Clima
Clima este caracteristică zonelor intramontane, cu ierni geroase, de durată mai lungă și veri relativ calde.